# Projekt 1134A
Das Projekt 1134A Berkut A (nach NATO-Codename als Kresta-II-Klasse bezeichnet) war eine Klasse von zehn Kreuzern der sowjetischen und später russischen Marine. Sie basierten auf dem Projekt 1134 (Kresta-I-Klasse), der Hauptkonstruktionsunterschied war der Einbau von Anti-U-Boot-Waffen anstelle von Anti-Schiff-Raketen.

## Geschichte
Das erste Schiff von Projekt 1134A wurde Ende 1966 auf Kiel gelegt. Im Gegensatz zur Vorgängerversion Kresta I waren die Schiffe der Kresta-II-Klasse noch mehr zur Anti-U-Boot-Kriegsführung ausgelegt. Dies dürfte eine weitere Reaktion auf die Entwicklung der U-Boot-gestützten Interkontinentalraketen Polaris gewesen sein. Die zwei Doppelstarter für Anti-Schiff-Lenkwaffen vom Typ P-35 (NATO-Code:SS-N-3 „Shaddock“) wurden durch zwei Vierfachstarter für Anti-U-Boot-Raketen vom Typ UPRK-3 „Metel“ (NATO-Code:SS-N-14 „Silex“) ersetzt. Anscheinend gab es in der sowjetischen Marine anfänglich Diskussionen darüber, ob anstatt der Anti-U-Boot-Raketen Anti-Schiff-Raketen vom Typ P-15 „Termit“ (NATO-Code:SS-N-2 „Styx“) oder P-120 „Malachit“ (NATO-Code:SS-N-9 „Siren“) eingebaut werden sollten. Man entschied sich aber dann doch für die damals neuen Anti-U-Boot-Raketen.

## Konstruktionsunterschiede

### Bewaffnung
Den Hauptunterschied bei der Bewaffnung bildete der Austausch der Anti-Schiff-Raketen vom Typ P-35 (NATO-Code: SS-N-3 „Shaddock“) durch die Anti-U-Boot-Raketen vom Typ UPRK-3 Metel (NATO-Code: SS-N-14 „Silex“). Mit der UPRK-3 können U-Boote bis in eine Entfernung von 50 Kilometern bekämpft werden. Dies erfolgt mittels einer Rakete, die im Zielgebiet einen Torpedo oder eine nukleare Wasserbombe abwirft.
Des Weiteren wurden die Systeme für die Marineversion der Issajew S-125 Newa (NATO-Code: „SA-3 Goa“) durch Systeme für die Luftabwehrraketen des Typs M-11 Schtorm (NATO-Code: SA-N-3 „Goblet“) ersetzt. Der Vorteil der M-11 Schtorm war vor allem die höhere Reichweite, die nun 30 km betrug. Die moderneren Raketen können sogar bis zu einer Reichweite von 55 km eingesetzt werden.
Auf den Schiffen der Kresta-II-Klasse konnten bis zu 72 Raketen dieses Typs mitgeführt werden.
Zusätzlich wurden noch vier sechsrohrige Gatlingkanonen vom Typ AK-630 als CIWS eingebaut. Sie verfügen über eine effektive Reichweite von 3.000–4.000 m und eine Kadenz von 2.000–4.000 Schuss/min.

### Abmessungen und Antrieb
Der Rumpf blieb im Wesentlichen unverändert, er wurde lediglich um 2 m verlängert. Die maximale Wasserverdrängung stieg dadurch nur geringfügig an. Die Antriebssysteme blieben die gleichen wie bei der Kresta-I-Klasse, dementsprechend auch die Höchstgeschwindigkeit von etwa 34 Knoten. Auch die Reichweite blieb bei einer Idealgeschwindigkeit von 14 Knoten bei ungefähr 10.400 Seemeilen.

## Einsatzbereitschaft
Sämtliche Einheiten der Klasse wurden kurz nach dem Ende des Kalten Krieges aus dem aktiven Dienst zurückgezogen. Mindestens sechs Einheiten wurden bereits abgewrackt, über den Zustand der vier verbleibenden Einheiten ist nicht viel bekannt.